# Vigna vexillata
Vigna vexillata là một loài thực vật có hoa trong họ Đậu. Loài này được (L.) A.Rich. miêu tả khoa học đầu tiên.